# 秋葉凪人
秋葉 凪人（あきば なぎと、1971年12月17日 - ）は、日本の漫画家。男性。兵庫県神戸市出身・在住。
旧ペンネームは秋葉 凪樹（あきば なぎ）。代表作は、『きらきら』『空のイノセント』。
同人サークルは『EDIO-EMIT』『Re-BORN』など。

## 略歴
- 1994年、「コミックジオトピア第3号」（メディアックス）に掲載の『巧くんの場合』によりデビュー。
- 2000年、商業誌での活動を休止。ほどなく帰郷。
- 2006年、秋葉凪樹（あきば なぎ）から秋葉凪人（あきば なぎと）に改名、活動再開。

## 作風
- 秋葉凪樹時代は独特の柔らかく叙情的なタッチの絵柄、秀逸な心理描写、シチュエーション作りでマニアックなファンが多かった。
- 逆レイプ、顔面騎乗など、多くの作品で主人公は受身であり、フェティッシュな読者層を獲得している。
- 活動再開後はシンプルな方向へ絵柄が変化した一方で、より寓話的で内向的な作劇になっている。

## エピソード
- プロデビュー前は『ドラゴンマガジン』の読者参加ページ「ガメル連邦」の常連投稿者で、神崎将臣のアシスタントを務めていた。
- 同人で、アダルトゲーム『ToHeart』の人気キャラクター・マルチの等身大抱き枕原画を手掛けたことがある。
- 多忙になるにつれ乱筆・遅筆が目立つようになり、「さくらの頃 第3話」（ワニマガジン社『COMIC快楽天』1998年7月号）など商業原稿が数ページ下描きの状態で掲載された事もあった。そのためか現在でも鉛筆作家というイメージで語られることが多い。
- コアマガジン『漫画ばんがいち』で連載されていた『空のイノセント』は完結直前に中断。未完となっており、最終3巻に収録される予定だった5本の単行本未収録話が存在する。

## 作品リスト

### 単行本
「秋葉凪樹」名義
- 『檻の中から』 1995年3月発売、メディアックス〈MDコミックス〉、ISBN 4-89613-310-2
- 『放課後』 1995年12月発売、コアマガジン〈ホットミルクコミックスシリーズ〉、ISBN 4-87734-046-7
- 『きらきら』 1997年4月発売、ワニマガジン社〈ワニマガジンコミックス〉、ISBN 4-89829-316-6
- 『空のイノセントI 空の羽音』 1997年10月発行、コアマガジン〈ホットミルクコミックスシリーズ〉、ISBN 4-87734-132-3
- 『空のイノセントII おしまいの日』 1998年2月発行、コアマガジン〈ホットミルクコミックス〉、ISBN 4-87734-156-0
- 『放課後（復刻版）』、2001年2月1日発売[4]、コアマガジン〈ホットミルクコミックスエクストラ〉、ISBN 4-87734-429-2
- 『檻の中から リクエスト版（復刻版）』 2001年7月発売、メディアックス〈MDコミックス〉、ISBN 4-89613-455-9

「秋葉凪人」名義
- 『パンダかめんの最期』 2011年1月28日発売[5]、茜新社〈TENMACOMICS RIN〉、ISBN 978-4-86349-204-2
- 『お姉ちゃんは痴女』 2019年3月5日発売[6]、海王社〈海王社コミックス〉、ISBN 978-4-7964-1256-8
- 『お姉ちゃんは痴女』 2019年8月発行、楽楽出版〈RK COMICS CYBERIA SERIES〉、ISBN 978-4-86704-958-7
  - しあわせな花子さん（2011年1月、COMIC RIN 2月号）
  - よりこさんは あたまがわるい（2013年1月、Eroha VOL.7）
  - 放課後クイズ 負けたらxx!（2006年9月、COMIC RIN vol.22）
  - 舌にとろける、甘いカレ。（2007年5月、COMIC RIN 6月号）
  - こたえて☆まいはーと（2007年9月、COMIC RIN 10月号）
  - おさなごごろの、ゆかりさん。（2008年6月、COMIC RIN 7月号）
  - とらわれのぼくととらわれたきみ（2008年8月、COMIC RIN 9月号）

### 単行本未収録作品
同人誌に収録されたものも含める。
- コミックハウス系
  - 釣りに行こう（1995年、コミックギガテック）
  - 小川のウンディーネ（1995年、コミックギガテック）
  - かえるになった少年（1995年、コミックギガテック）
  - 月が笑う（1995年、コミックギガテック）
  - はるかとおくのさいわいに（1998年、コミックライズ 12月号）
  - 十月のとおい夢（1998年、コミックライズ 3月号）
  - noiz（2002年、コミックZIP 10月号）
- ワニマガジン社系
  - まぼろしの月（1997年、COMIC快楽天 7月号）
  - 青春のバカヤロウ（1997年、COMIC快楽天）
  - これで おしまい（1997年、COMIC快楽天 11月号）
  - さくらの頃 第1話 サクラチル，そして（1998年、COMIC快楽天 5月号）
  - さくらの頃 第2話 はじまりの，行方（1998年、COMIC快楽天 6月号）
  - さくらの頃 第3話 桜の下で（1998年、COMIC快楽天 7月号）
  - NURSE COMBAT（Chuッ!?）
- コアマガジン系
  - 箱の中（1995年、漫画ばんがいち）
  - まっくら森の魔法使い（1995年、漫画ばんがいち）
  - 空のイノセント 第20話 おしまいの日(7)（1998年、漫画ばんがいち 5月号）
  - 空のイノセント 第21話 おしまいの日の終わり（1999年、漫画ばんがいち 3月号）
  - 空のイノセント 第22話 燃えさかる家（1999年、漫画ばんがいち 4月号）
  - 空のイノセント 第23話 からっぽの空（1999年、漫画ばんがいち 6月号）
  - 空のイノセント 第24話 空に還る(1)（1999年、漫画ばんがいち 8月号）
- その他
  - 小川のウンディーネ（夢雅版） 第01話（夢雅）
  - 小川のウンディーネ（夢雅版） 第02話 攻性天使 I（夢雅）
- アンソロジー系
  - 正義さん（K.O.F 4コマ全集）
  - あの日、見上げた月 （リーフアンソロジーコミック）
  - メルティランサー 第01話（1996年、バーチャル・アイドルRE☆CO☆MIX 第3号）
  - メルティランサー 第02話（1997年、バーチャル・アイドルRE☆CO☆MIX 第4号）
  - メルティランサー 第03話（1997年、バーチャル・アイドルRE☆CO☆MIX 第5号）
  - FROM CHUN-LI（カプコン美少女アンソロジー）
  - おはよう。（かのうぉ Kanonアンソロジー）
  - Remember meeting you（2003年、秋桜の空にアンソロジー）